# 礒貝洋光
礒貝洋光（1969年4月19日—），已退役日本足球運動員，司職中場，前日本國家足球隊成員。

## 俱乐部生涯
礒贝洋光1969年4月19日出生于日本熊本县宇城市，曾经就读帝京高校，1985年，高中毕业之前，已经身披10号球衣。1986年，年仅16岁的礒贝洋光代表日本出战U20世界杯。
升入东海大学后，1991年，他作为国脚，在日本与莫斯科斯巴达、华斯高的比赛中上场，并最终于1992年从东海大学退学，加盟J联赛的大阪飞脚成为职业球员。在1993年日职联赛成立之初，礒贝洋光是大阪飞脚的主力之一。
正式出道加盟职业联赛后，礒贝开始入选日本各级国家队。据统计，他在日职联赛出场达到177次，打进37球。
1998年，年仅29岁的礒贝宣布退役。退役后，礒贝转型为一名职业高尔夫运动员。

## 外部連結
- 礒貝洋光在National-Football-Teams.com的資料
- 公式サイト （页面存档备份，存于）
- CLUB GORICA （页面存档备份，存于）
- eS-League （页面存档备份，存于）